# Пингвините от Мадагаскар (филм)
Пингвините от Мадагаскар (на английски: Penguins of Madagascar) е американски анимационен шпионски комедиен филм от 2014 г., продуциран от Дриймуъркс Анимейшън. Филмът, режисиран от Ерик Дарнъл и Саймън Джей Смит и написан от Майкъл Колтън, Джон Абуд и Брандън Сойър по историята на Алан Скулкрафт, Брент Саймънс, Колтън и Абуд, е спин-оф на филмовата поредица Мадагаскар. Филмът е озвучен от Том Макграт, Крис Милър, Кристофър Найтс, Конръд Върнън, Бенедикт Къмбърбач, Кен Джонг, Анет Механдру, Питър Стормаре и Джон Малкович. Сюжетът се развива малко след събитията от Мадагаскар 3 и проследява пингвините, които се съюзяват с разузнавателната агенция „Северен вятър“, за да спрат октопода Дейв, който търси отмъщение срещу пингвините, защото са го засенчили в зоопаркове и аквариуми. Музиката е композирана от Лорн Балф.
Пингвините от Мадагаскар е пуснат на голям екран в Съединените щати на 26 ноември 2014 г. Филмът получава предимно положителни отзиви от критиците, но въпреки че печели 374 милиона долара при бюджет от 132 милиона долара, той не оправда очакванията на Дриймуъркс. Заедно с Мистър Пибоди и Шърман, издаден по-рано през годината, студиото отчита загуба от 57 милиона долара.

## Сюжет
В Антарктика малките пингвини Скипър, Рико и Ковалски, след като виждат как едно яйце се търкулва далеч от колонията им, го спасяват от леопардови тюлени на изоставен китоловен кораб и се отправят на плаване, отнесени на айсберг далеч от Антарктика. Когато яйцето се излюпва, тримата осиновяват малкото като свой брат, Редник.
Десет години по-късно цирк „Сарагоса“ продължава американското си турне в Кентъки. Пингвините временно напускат цирка, за да отпразнуват рождения ден на Редник, като проникват във Форт Нокс, за да вземат „Чийзи Дибълс“ от вендинг машина, въпреки желанието на Редник да бъде признат като значим и ценен член на екипа. Скоро пингвините са отвлечени и отведени в подводница във Венеция, където се срещат с Дейв — гигантски тихоокеански октопод, който някога е бил атракция в зоопарка в Сентръл парк, докато пингвините не са го засенчили при пристигането си. След многократно преместване в различни зоопаркове и аквариуми по света, всеки път засенчван от пингвините, Дейв се маскира като човешкия учен д-р Октавиус Брайн, за да осъществи отмъщението си. Рико поглъща флакон от колекцията на Дейв със снежни глобуси от всеки зоопарк и аквариум, в който е бил, съдържащ химикала Медуза Серум, преди пингвините да избягат.
Бягайки из Венеция, преследвани от октоподските помощници на Дейв, пингвините са спасени от „Северен вятър“ — разузнавателна агенция, съставена от водача на евразийските вълци с класифицирано име (Скипър го нарича Агент Секретно), мускулестия полярен мечок Ефрейтора, взривоопасния тюлен Детонатора и аналитичката на разузнаването — полярната сова Ева. След като пингвините показват Медуза Серума на „Северен вятър“, Дейв хаква компютрите им и разкрива, че откраднатото от пингвините е само проба от серума. Всъщност той има голям флакон с целия Медуза Серум, който е произвел. След края на разговора „Северен вятър“ получава сигнали за отвличане на пленени пингвини по целия свят от Дейв. Смятайки, че отборът на Скипър е опасност за мисията, Агент Секретно им поставя успокоително и ги изпраща със самолет към тайно убежище на „Северен вятър“ в Мадагаскар.
Пингвините избягват от самолета и използват снежните глобуси на Дейв, за да разберат, че той е насочил вниманието си към всеки зоопарк и аквариум, от който е бил изгонен, като следващата му цел е зоопаркът в Шанхай. Пингвините измислят план да го спрат, а Редник неохотно се съгласява да бъде примамка. Те успяват да хванат Дейв в капан с динозавърски скелет, точно когато „Северен вятър“ се появява. Дейв избягва през канализационна тръба и отвлича пингвините от Шанхай заедно с Редник. Скипър, Рико и Ковалски отвличат джета на „Северен вятър“, за да го преследват. В убежището на Дейв Редник разбира, че той планира да използва Медуза Серума, за да превърне пингвините в безумни и деформирани чудовища, които обществеността да мрази и да унищожава.
Когато стигат до убежището на Дейв, пингвините и „Северен вятър“ се сблъскват заради различните си планове за проникване в подводницата, но Скипър се съгласява и следва плана на „Северен вятър“. Пингвините разсейват охраната от октоподи, докато „Северен вятър“ се промъкват вътре, но и двата отбора са пленени. Дейв тества Медуза Серума върху Редник, но той успява да избяга, използвайки кламер, който е погълнал по-рано, без никой да знае — всички смятат, че Редник е бил изпарен. Редник намира и освобождава „Северен вятър“, но те отказват да помогнат без оборудването си, затова той тръгва сам.
Като д-р Брайн, Дейв пуска мутантите пингвини в Ню Йорк. Редник взема лъча на Дейв, намира Скипър, Рико и Ковалски и им възстановява разума. Докато пингвините и „Северен вятър“ се борят с Дейв и помощниците му, Редник се поставя в лъча на Дейв и с помощта на своя чар връща разума на другите пингвини. Това му причинява мутация, а Дейв се смалява и остава затворен в един от снежните глобуси. Редник заслужава мястото си като пълноправен член на отбора, с одобрението на „Северен вятър“, които подаряват на пингвините реактивни раници.
В сцена по средата на финалните надписи пингвините се връщат в цирк „Сарагоса“ и връщат Редник в нормален вид с машината на Дейв.

## Актьорски състав
- Том Макграт – Скипър, пингвин на Адели, лидерът на пингвините.
- Конрад Върнън – Рико, „специалният“ пингвин в групата, който зловещо е обсебен от големите взривове. Върнън заменя Джон Димаджо като глас на Рико във филма.
- Крис Милър – Ковалски, пингвин, дясната ръка на Скипър.
- Кристофър Найтс – Редник, кроткият и ентусиазиран новобранец сред пингвините.
- Бенедикт Къмбърбач – Агент Секретно, евразийски вълк и лидер на отбора на „Северен вятър“. Секретно не е истинското му име, а прякор, даден му от Скипър, след като последният му каза, че името му е класифицирана информация.
- Кен Джонг – Детонатора, белгийски бял гренландски тюлен и член на „Северен вятър“, експерт по пиротехника и взривове.
- Анет Махендру – Ева, руска полярна сова с подходящ акцент, любовен интерес на Ковалски и аналитик в разузнаването на „Северен вятър“.
- Питър Стормаре – Ефрейтора, норвежки полярен мечок и член на „Северен вятър“, който изпълнява ролята на силата.
- Джон Малкович – Дейв / д-р Октавиус Брайн, озлобен гигантски тихоокеански октопод с маскировка на човешки учен, който изпитва едностранна омраза към пингвините и иска отмъщение на всички пингвини по света заради това, че са го засенчили в международните зоопаркове.
- Вернер Херцог – Себе си (кредитиран като документалист).
- Били Айхнър – Репортер от Ню Йорк.
- Джим Пири – Италиански гондолиер.
- Дани Джейкъбс – Крал Джулиън XIII, котешки лемур и самопровъзгласил се крал на лемурите от Мадагаскар. Джейкъбс заменя Саша Барън Коен, който озвучава героя в предишните три филма.
- Анди Риктър – Морт, котешки лемур, най-големият почитател на крал Джулиън.
- Бен Стилър – Алекс (чрез аудио от предишния филм).
- Крис Рок – Марти (чрез аудио от предишния филм).

## Производство
Пряк спин-оф филм, предназначен за издаване директно за домашна употреба, с пингвините от Мадагаскар е в процес на разработка още от 2005 г., когато излиза първият филм, като първоначалната дата за пускане е планирана за 2009 г. Години по-късно, през март 2011 г., Дриймуъркс Анимейшън обявява, че пингвините ще имат собствен пълнометражен филм, режисиран от Саймън Джей Смит (сърежисьор на История с пчели на Дриймуъркс), продуциран от Лара Брей и написан от Алан Скулкрафт и Брент Саймънс (сценаристи на Мегаум на Дриймуъркс). По това време студиото активно разширява франчайза Мадагаскар като част от по-широка стратегия за развитие на най-разпознаваемите си продукции като самостоятелни филми.
На Комик-Кон през юли 2012 г. Дриймуъркс Анимейшън обявява, че филмът ще излезе през 2015 г. Боб Шули, един от създателите на сериала Пингвините от Мадагаскар по Никелодеон, заявява, че филмът няма да бъде свързан с едноименния телевизионен сериал, но добавя, че това винаги може да се промени. В началото на септември 2012 г. Туентиът Сенчъри Фокс – тогавашният нов дистрибутор на студиото – и Дриймуъркс Анимейшън обявяват премиерната дата на филма – 27 март 2015 г., както и нов екип сценаристи – Майкъл Колтън и Джон Абуд. Бенедикт Къмбърбач и Джон Малкович се присъединяват към актьорския състав през август 2013 г. Къмбърбач, който е избран за ролята на вълка и лидер на екипа Агент Секретно, преминава вокално обучение, за да усъвършенства американския си акцент за ролята. Малкович, който е получил оферта за ролята на д-р Октавиус Брайн три и половина години преди премиерата, казва пред публиката на Комик-Кон през юли 2014 г., че намира за „забавна идея“ използването на гласа му за октопод.
Производството използва различен анимационен процес в сравнение с трилогията Мадагаскар. Въпреки че героите произхождат от компютърно генерирана анимация, екипът се стреми към по-стилизирана, динамична тоналност, която да съответства на пародийния шпионски сюжет на филма. Режисьорът Саймън Джей Смит заявява, че визуалният ритъм и комичният тайминг са повлияни от класически шпионски филми и слапстик анимация. За разлика от телевизионния сериал, който е произведен в партньорство с Никелодеон, анимацията на филма се прави основно в Пи Ди Ай/Дриймуъркс в Редуд Сити, Калифорния.
Това е последният филм на Дриймуъркс Анимейшън, продуциран от Пи Ди Ай/Дриймуъркс преди затварянето му на 22 януари 2015 г., като Дриймуъркс Анимейшън Глендейл поема продукцията до 2024 г., когато студиото решава да се откаже от изцяло вътрешна анимация и да разчита повече на външни студиа. Вътрешно проектът се разглежда като с висок риск. По време на излизането си финансови анализатори спекулират, че представянето на филма може да повлияе на оценката на Дриймуъркс Анимейшън, тъй като студиото е в преговори с потенциални купувачи. Освен притесненията за контрол на разходите, промяната в датите на премиера създава маркетингови усложнения; първоначалната дата през март 2015 г. е изтеглена напред към 26 ноември 2014 г., като измества филма У дома, който е отложен за 2015 г. Според анализатора от Морган Стенли, Бенджамин Суинбърн, ускореното пускане може да е повлияло на приходите от кината, въпреки че той прогнозира, че филмът все пак може да бъде умерено печеливш.

## Музика
На 8 януари 2014 г. е обявено, че Лорн Балф ще композира музиката за филма, като това е неговият първи самостоятелен дебют в анимационен филм на Дриймуъркс Анимейшън. Балф пише допълнителната музика за предишните два филма от поредицата Мадагаскар и съдейства на композитора Ханс Цимер при саундтрака на Мегаум. Саундтрак албумът излиза дигитално на 21 ноември 2014 г. и на CD на 5 декември, чрез Релативити Мюзик Груп. Рилативити издава и разширен миниалбум, озаглавен Penguins of Madagascar: Black & White Christmas Album, който включва пет коледни песни. Рапърът Питбул изпълнява сингъл извън албума, озаглавен Celebrate, който звучи по време на финалните надписи на филма и е включен в осмия му студиен албум Globalization.

## Премиера

### Кино
Пингвините от Мадагаскар първоначално е планиран за пускане от Туентиът Сенчъри Фокс на 27 март 2015 г. На 20 май 2014 г. датата за премиерата е изтеглена напред на 26 ноември 2014 г., заменяйки първоначалната дата от 27 март 2015 г. и разменяйки място с другия филм на Дриймуъркс Анимейшън У дома. Джефри Каценберг, главен изпълнителен директор на студиото, обяснява, че филмът, идващ от една от най-успешните франчайз продукции на Дриймуъркс, ще има по-лесна задача да се отличи около празничния сезон на Деня на благодарността, докато У дома ще се възползва от по-малко конкурентен прозорец през пролетта и ще повтори успешните пролетни премиери на някои от оригиналните филми на студиото като Круд и Как да си дресираш дракон. Филмът излиза две седмици по-рано в Китай – на 14 ноември 2014 г., където се разпространява от Ориентъл Дриймуъркс.
Четирисерийна комикс поредица, базирана на филма, е публикувана от Титан Комикс, написана от Алекс Мътюс и илюстрирана от Лукас Ферейра.

### Домашна употреба
Пингвините от Мадагаскар излиза на DVD, Blu-ray и 3D Blu-ray на 17 март 2015 г. Филмът оглавява класацията за продажби на домашни видеоносители през първата си седмица.

## Прием

### Боксофис
Пингвините от Мадагаскар реализира приходи от 83,4 милиона долара в Северна Америка и 290,2 милиона долара в чужбина, с общ световен приход от 373,6 милиона долара. Бюджетът за продукцията на филма е 132 милиона долара, което според президента на Дриймуъркс Анимейшън Ан Дали не включва „възнаграждения, базирани на стимули“. До края на 2014 г. студиото отчита загуба от 57,1 милиона долара, основно свързана с представянето на Пингвините от Мадагаскар и друг филм на Дриймуъркс Анимейшън – Мистър Пибоди и Шърман.
В САЩ и Канада Пингвините от Мадагаскар излиза заедно с Шефове гадняри 2 и се очаква да спечели между 45 и 47 милиона долара от 3764 киносалона през петдневния си уикенд на премиерата. На първия си ден филмът реализира 6,25 милиона долара, а на следващия ден – Деня на благодарността, печели 3,95 милиона долара. Анализаторите от Уолстрийт оценяват дебюта като значително под очакванията. Анализаторът от Стайфел Николаус Бенджамин Могил прогнозира петдневен приход между 50 и 55 милиона долара. На Черния петък филмът печели 10,5 милиона долара. През първия си уикенд филмът се представя под очакванията с приходи от 35,4 милиона долара и дебютира на второ място в боксофиса след Игрите на глада: Сойка-присмехулка – част 1, като 3D прожекциите формират 24% от приходите на филма през уикенда. Публиката през уикенда е почти равномерно разделена по възраст и пол, като 58% са под 25 години, а жените формират 51% от зрителите. Според Могил разочароващото представяне го кара да прогнозира загуба от 14 милиона долара за студиото през четвъртото тримесечие.
Филмът излиза в Китай на 14 ноември 2014 г., две седмици преди премиерата си в Северна Америка, и печели 11,3 милиона долара от 3500 екрана, дебютирайки на второ място в китайския боксофис след Интерстелар (42 милиона долара). През първия си уикенд филмът реализира приходи от 36,5 милиона долара от 47 пазара. Към началото на декември приходите в Китай достигат 24 милиона долара. Най-добри премиери филмът има в Русия (8,2 милиона долара), Корея (6 милиона долара), Италия (4,63 милиона долара), Германия (4,2 милиона долара) и Австралия (3,68 милиона долара). Премиерата в Германия е втората най-успешна за анимационен филм през 2014 г. след Как да си дресираш дракон 2.

### Реакция на критиката
На сайта за агрегиране на рецензии Rotten Tomatoes филмът Пингвините от Мадагаскар има одобрение от 74% въз основа на 115 рецензии, със среден рейтинг 6.2/10. Критичният консенсус гласи: „Пингвините от Мадагаскар са бързи и ярко оцветени, достатъчно, за да забавляват малките деца, но твърде безумно забавни, за да предложат истинско удоволствие за цялото семейство“. В Metacritic филмът получава оценка 53 от 100, базирана на 31 критики, което означава „смесени или средни отзиви“. Зрителите, анкетирани от CinemaScore, дават средна оценка A− по скалата от A+ до F.
Елизабет Вайцман от Ню Йорк Дейли Нюз дава на филма три от пет звезди, коментирайки: „Не е класика, но остроумен сценарий и добронамерени гласове от Бенедикт Къмбърбач и Джон Малкович ще забавляват деца и възрастни през празниците“. Игнати Вишневецки от Ей Ви Клуб дава оценка B и казва: „Бърз и често забавен, Пингвините от Мадагаскар представя стила на Дриймуъркс Анимейшън — самосъзнателни, но наивни говорещи животни, които усвояват приятелски уроци — в най-поносима форма“. Бен Кенигсберг от Ню Йорк Таймс дава положителна рецензия и отбелязва: „Липсата на оригиналност се компенсира с чиста глупост, включително спор между Агент Секретно и Скипър в стил Абът и Костело за това дали в diversion (отклонение) има дълго i. Думата пасва на филма“.
Бил Цвекер от Чикаго Сън-Таймс дава три от четири звезди, като казва: „Отново екипът на Мадагаскар създава победител – чудесен начин да започне празничният кино сезон за цялото семейство“. Майкъл Рехтшафен от Холивуд Рипортър дава негативна рецензия: „Въпреки че има много луди сцени, цялата тази енергия в крайна сметка е по-уморителна, отколкото вълнуваща“. Джеф Лабрек от [[Ентъртейнмънт Уийкли] дава оценка C−, коментирайки: „Пингвините от Мадагаскар е насочен предимно към децата, преминавайки от една енергична екшън сцена към друга като някакъв безумен анимационен филм на Уолтър Ланц“.

## В България
Премиерата по кината на Пингвините от Мадагаскар е на 28 ноември 2014 г., дублиран на български език.
Филмът е издаден на DVD и Blu-Ray, а също и в комбинация на 2D и 3D версиите на филма, на 30 март 2015 г., разпространявани от А+ Филмс.
Синхронен дублаж
| Роля           | Изпълнител |
| -------------- | --- |
| Скипър         | Стефан Сърчаджиев-Съра                                                                                           |
| Ковалски       | Николай Пърлев                                                                                                   |
| Редник         | Кирил Бояджиев                                                                                                   |
| Дейв           | Георги Стоянов                                                                                                   |
| Агент Секретно | Константин Лунгов                                                                                                |
| Барут          | Христо Димитров                                                                                                  |
| Ефрейтора      | Стоян Цветков |
| Ева            | Августина-Калина Петкова                                                                                         |
| Крал Джулиен   | Кристиян Фоков                                                                                                   |
| Морт           | Анатолий Божинов                                                                                                 |
| Други гласове  | Вилислава Кирилова Николай Аламанов Владимир Зомбори Петър Бонев Явор Караиванов Лорина Камбурова Татяна Етимова |

Екип
| Обработка             | Александра Аудио  |
| --------------------- | ----------------- |
| Режисьор на дублажа   | Петър Върбанов    |
| Преводач              | Милена Кекеманова |
| Тонрежисьор на записа | Георги Тончев     |
| Mix studio            | Deluxe            |